# Rick Steves

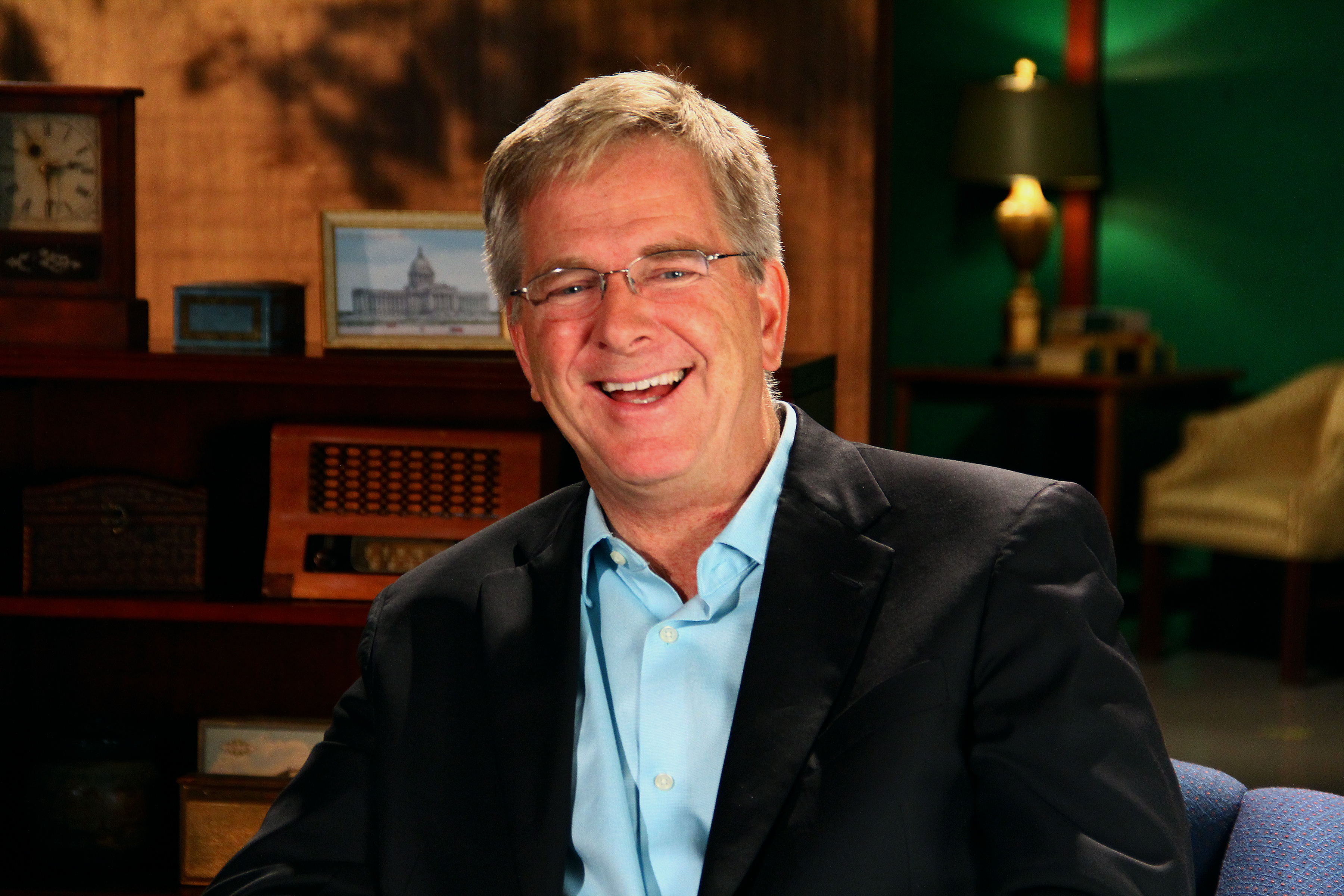
Rick Steves bei einem Fernsehinterview 2013

Rick Steves (* 10. Mai 1955 in Edmonds, Washington, Vereinigte Staaten) ist ein US-amerikanischer Autor, Unternehmer und politischer Aktivist. Er ist Verfasser zahlreicher Reiseführer zu europäischen Zielen. Der Name „Rick Steves“ ist ein eingetragenes Markenzeichen.

## Karriere
Steves begann in den 1970er-Jahren als Kleinunternehmer. Er veranstaltete geführte Reisen zu verschiedenen europäischen Zielen, wobei er meist selbst als Fahrer und Reiseführer tätig war. Auf der Basis seiner Erfahrungen veröffentlichte er 1980 seinen ersten Reiseführer Europe through the Back Door im Selbstverlag und eröffnete ein Reisebüro mit dem Namen Rick Steves' Europe, Inc. in Edmonds. Ab den 1990er-Jahren produzierte er Fernsehbeiträge zu seinen Reisezielen, die im staatlichen US-Fernsehen ausgestrahlt wurden und werden. Steves erlangte dadurch amerikaweite Bekanntheit.
Bis heute vergrößerte sich Steves' Reisebüro zu einem landesweit tätigen Anbieter von Europa-Reisen, Reiseführern und Reisebedarf wie Koffern und Rucksäcken. Der von Steves mitverfasste Reiseführer zu Italien ist der in den USA meistverkaufte Reiseführer zu einem Ziel außerhalb der USA.

## Politische Aktivitäten
Steves unterstützt die Freigabe von Marihuana in den USA und setzt sich für ein Recht auf Schwangerschaftsabbruch ein. In seinem Buch Travel as a Political Act fordert Steves seine Landsleute auf, ihre seiner Meinung nach häufig US-fokussierte Weltsicht durch Reisen zu erweitern.